# Smithsonidrilus hummelincki
Smithsonidrilus hummelincki är en ringmaskart som först beskrevs av Righi och Kanner 1979.  Smithsonidrilus hummelincki ingår i släktet Smithsonidrilus och familjen glattmaskar. Inga underarter finns listade i Catalogue of Life.